# Nanxi (opéra chinois)
Pour les articles homonymes, voir Nanxi.
Le Nanxi (南戲 ou Nan-hsi) est une ancienne forme d'opéra chinois, conçu à partir des anciennes traditions de mime, chanson et danse durant la dynastie Song au XIIe siècle. Le nom signifie littéralement « théâtre du sud », puisqu'il est apparu dans un premier temps dans la ville de Wenzhou en Chine méridionale.
Le Nanxi est dans un premier temps constitué de combinaisons de pièces, chansons et ballades locales, utilisant le langage familier et constitué d'un grand nombre de scènes. Comme avec l'opérette en occident, les passages parlés alternent avec des vers (qu) chantés sur des musiques populaires. Les troupes d'acteurs professionnels jouent le Nanxi dans des théâtres qui peuvent accueillir des milliers de spectateurs. Le Nanxi se développe par la suite vers une forme plus complexe, appelée chuanqi, et plus tard vers le kunqu.
Le Nanxi possède sept types de rôles différents, dont la plupart seront repris dans les futures formes d'opéra chinois. Sheng est l'homme héroïque et Dan l'héroïne. Mo, Jing, Chou, Wai et Hou (également appelé Tie) sont des rôles secondaires et les acteurs de ces rôles accumulent souvent plusieurs personnes dans une même pièce. Les types de rôles sont plus stricts, mais possèdent leurs origines dans les rôles des nanxi.
À cause de son langage grossier et de sa prose dure, le Nanxi n'est pas mentionné dans l'historiographie moderne et a été volontairement oublié par les érudits après le milieu du XVIe siècle. Parmi les nombreuses œuvres Nanxi, seuls 283 titres et 20 pièces ont ainsi survécu.

## Répertoire
Il ne reste que certains titres des plus anciennes pièces.
L'Encyclopédie Yongle (1403-1425) contient trois pièces (retrouvées seulement en 1920) du théâtre du Sud : Zhang Xie le lauréat (Zhang Xie zhuangyuan), Le Jeune Boucher Sun (Xiao Sun tu) et Fils de famille prend un mauvais départ (Huanmen zidi cuo lishen). Leur datation est peu sûre : si les deux dernières datent des Yuan, Zhang Xie le lauréat pourrait remonter aux Song, sans que les spécialistes s'accordent à ce sujet. Attribuées à des associations littéraires de Hangzhou, anonymes, elles pourraient être le résultat d'une création collective. Sous leur forme actuelle, elles ne sont vraisemblablement pas les témoins de ce que devait être le théâtre sous les Song,.
Sur le thème du lettré ingrat, Zhang Xie le lauréat est l'histoire d'un lettré qui rejette sa femme, qui l'avait auparavant sauvé, après avoir réussi aux examens. Les époux finissent réconciliés. La pièce comprend cinquante-trois scènes. La brièveté et les intrigues du Jeune Boucher Sun et du Fils de famille les rapprochent des zaju des Yuan. Le Jeune Boucher Sun est parfois attribué à Xiao Dexiang et a pour héros le juge Bao. Fils de famille prend un mauvais départ pourrait avoir été écrite par un auteur jürchen, Li Zhifu, qui a écrit un zaju portant le même titre, aujourd'hui perdu.